# ブルーノ・ペッツァイ
ブルーノ・ペッツァイ （Bruno Pezzey、1955年2月3日 - 1994年12月31日）はオーストリア出身の同国代表サッカー選手。ポジションはディフェンダー。
1970年代後半から1980年代初頭の同国の躍進を支えたリベロ。守備だけでなく、積極的な攻撃参加を得意とし、188cmの長身を生かしたヘディングは脅威の対象となった。1979年のFIFA世界選抜に選出された経験を持つ。

## 経歴
18歳でプロデビューを果たし、1974年にはオーストリア・ブンデスリーガの名門FCヴァッカー・インスブルックへ移籍。同クラブの主力選手としてオーストリア・ブンデスリーガ優勝やオーストリア・カップ優勝等多くのタイトルを獲得、UEFAチャンピオンズカップでも準々決勝進出を果たす。
1978年にはドイツ・ブンデスリーガの名門アイントラハト・フランクフルトへ移籍。守備の要としてUEFAカップ優勝やドイツ・カップ優勝に貢献する。1979年にはFIFA世界選抜に、1982年にはUEFAヨーロッパ選抜に選出されるなど、ワールドクラスのディフェンダーとして高い評価を得ていた。1979年から1982年までは4年連続でバロンドール（欧州年間最優秀選手賞）の候補に挙がり、いずれもベスト10まで残っていた。これはディフェンダーというポジションを考えれば快挙である。
1983年にはヴェルダー・ブレーメンに移籍。4年に渡り守備の要として実力を発揮、「オーストリアにペッツァイあり」と高く評価され、ドイツ・ブンデスリーガのベストイレブンにも幾度も選出される。2年連続ドイツ・ブンデスリーガでの準優勝を飾り、1987年に古巣のFCヴァッカー・インスブルックに復帰。エルンスト・ハッペル監督の下再びリーグ戦やカップ戦で優勝を果たし、1990年に引退を表明した。
オーストリア代表デビューは20歳の頃。以降は15年に渡りオーストリア代表の中心選手として、そして守備陣のリーダーとして活躍する。1978年FIFAワールドカップ・アルゼンチン大会と1982年FIFAワールドカップ・スペイン大会で全試合に出場。アルゼンチン大会では前回優勝国の西ドイツを破りコルドバの奇跡を実現させたチームの一員である。また、スペイン大会では、2次リーグの北アイルランド戦において後半5分にヒールキックから得点を決めている（試合は2-2の引分け）。
オーストリアの20世紀ベストイレブンにも選出されたペッツァイは、引退後にオーストリアサッカー協会より新しい育成コンセプトの作成を依頼されるが、1994年12月31日にアイスホッケーの試合に参加している最中に心臓麻痺により死去、39歳没。
「ペッツァイは第2次世界大戦後のオーストリア最優秀ディフェンダーである」と現在でも高く評価されている。

## 選手経歴
- 1973年-1974年　 FC Vorarlberg
- 1974年-1978年　 FCヴァッカー・インスブルック
- 1978年-1983年　 アイントラハト・フランクフルト
- 1983年-1987年　 ヴェルダー・ブレーメン
- 1987年-1990年　 FC Swarovski Tirol（現FCヴァッカー・インスブルック）

## 獲得タイトル
- UEFAカップ優勝1回　（1980）
- オーストリア・ブンデスリーガ優勝4回　（1975,1977,1989,1990）
- オーストリア・カップ優勝2回　（1975,1989）
- ドイツ・ブンデスリーガ準優勝2回　（1985,1986）
- ドイツ・カップ優勝1回　（1981）